# Trofeu del Centenari
El Trofeu del Centenati fue un torneo amistoso de fútbol organizado en Valencia por el Levante Unión Deportiva con motivo de la conmemoración del centenario de su creación. Disputado, a único partido, el 5 de agosto de 2010, enfrentó al Levante UD con la AS Roma. Tras finalizar los 90 minutos reglamentarios con empate a cero, el equipo italiano se alzó con el triunfo en la tanda de penaltis con un marcador de 5-4.

## Alineaciones
Levante UD: Reina, Cerra, Héctor Rodas, Ballesteros, Mossa; Pallardó, Xavi Torres, Juanlu, Rubén Suárez, Xisco Muñoz y Rafa Jorda. También jugaron Robusté, Sergio, Marc Mateu, Gorka Larrea, Mono, Jalid, Higón, Stuani, Iván, Antonio López. 
AS Roma: Julio Sergio, Riise, Mexes, Andreoli, Cassetti; Ménez, Perrotta, De Rossi, Taddei, Totti y Adriano. También jugaron Brighi, Juan, Simplicio, Vucinic, Okaka 